# Clearlake Riviera (Californie)
Clearlake Riviera est une census-designated place du comté de Lake, dans l'État de Californie, aux États-Unis,. En 2020, elle compte une population de 3 410 habitants.